# Degmaptera
Degmaptera là một chi bướm đêm thuộc họ Sphingidae.

## Các loài
- Degmaptera cadioui - Brechlin & Kitching, 2009
- Degmaptera mirabilis - (Rothschild, 1894)
- Degmaptera olivacea - (Rothschild, 1894)